# 棈松源一
棈松 源一（あべまつ げんいち、1903年2月7日 - 1993年2月18日）は、日本のモンゴル語学・モンゴル文化学者。日本におけるモンゴル語研究の先駆者で、大阪外国語学校（現：大阪大学外国語学部）初の日本人モンゴル語専任教員。大阪外国語大学名誉教授。

## 経歴
鹿児島県鹿児島市小川町生まれ。鹿児島市立名山小学校から鹿児島市立清水小学校に移り卒業した後、鹿児島県立第二鹿児島中学校（旧制、現：鹿児島県立甲南高等学校）を1921年に卒業。官立大阪外国語学校（現：大阪大学外国語学部）に進み本科蒙古語部第1期生として1925年3月に卒業。
1927年、鹿児島県の花岡村立古江商業実務学校勤務。1929年、母校・大阪外国語学校蒙古語部講師となり、1935年に助教授に就任し、後に教授に昇任。高野山大学や天理外国語学校の非常勤講師も併任した。1944年に大阪外国語学校が大阪外事専門学校と改称。1949年5月、学制改革により同学校を母体に大阪外国語大学が発足し、同大学教授となる。教授職の間、京都大学文学部の非常勤講師も10年間ほど併任。1968年、大阪外国語大学を定年退官して名誉教授となるが、その後も1979年まで非常勤講師として教えた。1974年、勲三等旭日中綬章。

## 研究活動と人物
日本言語学会、日本西蔵学会、ウラルアルタイ学会、日本モンゴル学会などの会員・幹事を務めた。また、モンゴル人民共和国および中華人民共和国内モンゴル自治区の人々とは人的交流がまだ難しかった時期から、日本を代表するモンゴル研究者として両国の学者らと交流を深めていた。戦前から収集していた希少なモンゴル関係の資料は、没後滋賀県立大学に「棈松文庫」として収蔵されている。
主な著書に、『蒙古語独習書』（1～3巻、甲文堂、1936～1939年）、『蒙和辞典』（共著、甲文堂書店、1940年）、『新蒙日辞典』（大阪外国語大学同窓会印刷所、1965年）、主な編訳書に、『蒙古民間故事（モンゴルの伝説）』（大阪外国語大学蒙古語学科研究室、1957年）、『モンゴルの昔話』（共編・共訳、三弥井書店、1978年）がある。

大阪外国語学校教授時代の教え子に作家の司馬遼太郎（1944年3月卒）がおり、しばし彼のエッセイや対談内で名前が挙がる。
また、棈松ら一期生と同時期の大阪外国語学校蒙古語部では、東洋史学者石濱純太郎が選科生として学んでいた。